# Henk ten Cate
Henk ten Cate (Amsterdam, Països Baixos, 9 de desembre de 1954), és un exfutbolista i entrenador de futbol neerlandès.
Ha dirigit més de 14 equips, a més del seu treball com a assistent al FC Barcelona i el Chelsea FC anglès. Després de dues dècades en equips de tot Europa, el tècnic va donar un gir exòtic a la seva carrera el 2009 per dirigir l'Al-Ahli Dubai dels Emirats Àrabs i més tard va provar sort en el Umm Salal de Qatar, club que va abandonar per convertir-se en l'entrenador del Shandong Luneng de la Superlliga xinesa. El 26 de desembre de 2012 el Shandong Luneng Taisha va anunciar la contractació del serbi Radomir Antić, que va substituir a Ten Cate als comandaments del conjunt xinès.

## Referències

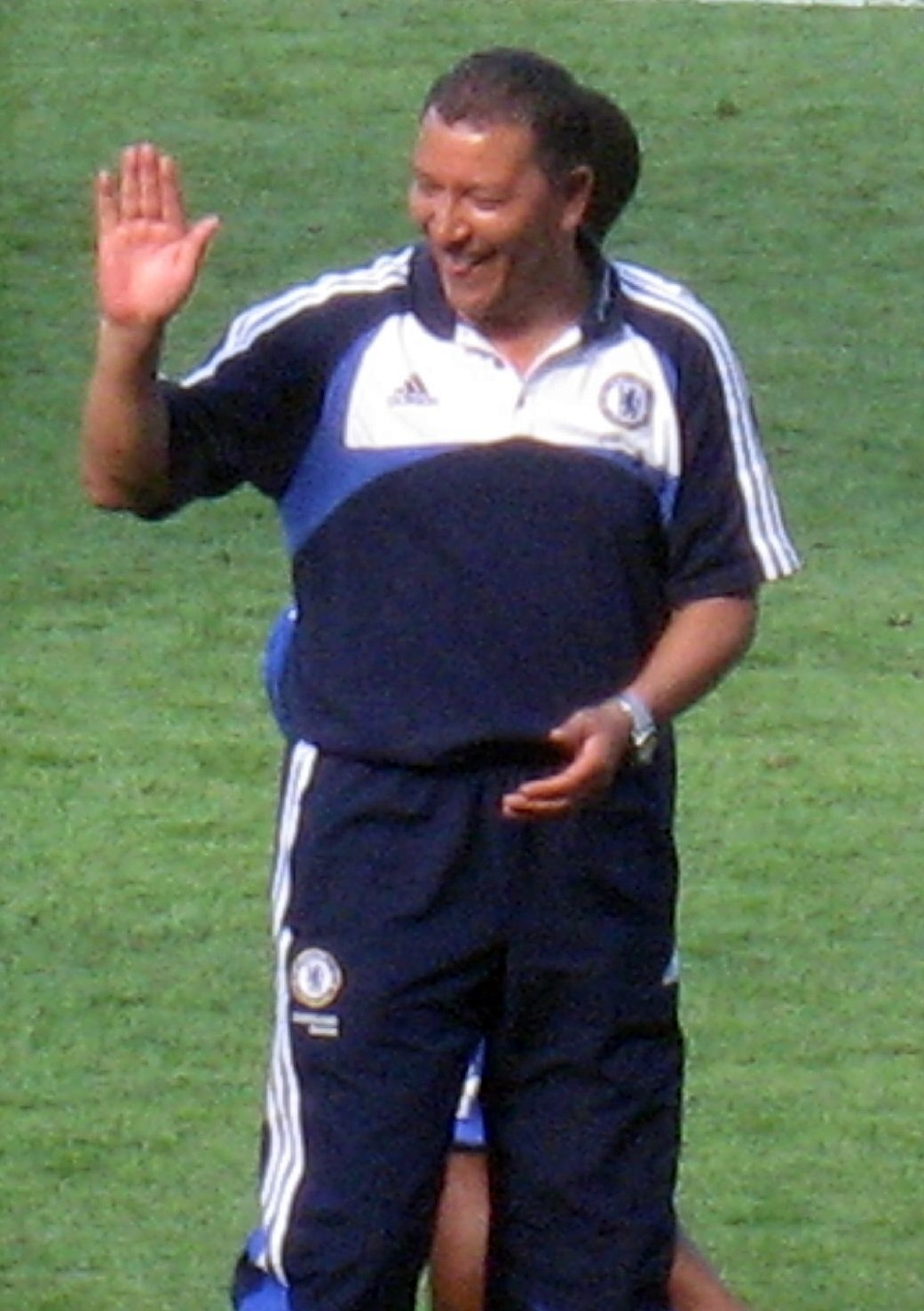
Henk ten Cate, durant la seva època amb el Chelsea